# Atractus erythromelas
Atractus erythromelas — вид змій родини полозових (Colubridae). Ендемік Венесуели.

## Поширення і екологія
Atractus erythromelas мешкають в горах Кордильєра-де-Мерида, в басейні штату Чама в штаті Мерида. Вони живуть в сухих тропічних лісах, трапляються в садах і на плантаціях, поблизу людських поселень.